# Vườn quốc gia Darién
Vườn quốc gia Darién (tiếng Tây Ban Nha: Parque Nacional Darién) là một vườn quốc gia, khu dự trữ sinh quyển và di sản thế giới được UNESCO công nhận nằm ở phía nam của Panama. Nó cách thủ đô Panama khoảng 325 km về phía đông nam, gần biên giới với Colombia, tiếp giáp với Vườn quốc gia Los Katíos. Được thành lập vào năm 1972 và chính thức trở thành vườn quốc gia vào năm 1980, đây là vườn quốc gia lớn nhất Panama và là một trong những di sản thế giới quan trọng nhất ở Trung Mỹ khi đây là nhà của nhiều loài động vật hoang dã quý hiếm có nguy cơ tuyệt chủng, đồng thời là một cây cầu tự nhiên trải dài nối giữa Bắc và Nam Mỹ.

## Lịch sử
Năm 1972, 700.000 hécta (7.000 km2) trở thành một phần của rừng phòng hộ Alto Darién. Năm 1980, khu vực này được tuyên bố là vườn quốc gia. Năm 1983, khu vực có diện tích 859.333 ha (8.593,33 km2) được UNESCO công nhận là khu dự trữ sinh quyển thế giới.

## Môi trường sống
Vườn quốc gia có sự đa dạng về môi trường sống với những bãi biển cát trải dài, bờ biển đá, rừng ngập mặn, đầm lầy, rừng nhiệt đới vùng thấp và rừng nhiệt đới vùng cao.

## Động thực vật
Thực vật bao gồm chủ yếu là những khu rừng nhiệt đới gió mùa nhỏ và vừa. Ngoài ra là hệ thực vật rừng ngập nước dọc theo sông Chucunaque sông Tuira và cả ven biển Thái Bình Dương.
Vườn quốc gia là môi trường sống của rất nhiều các loài động vật bao gồm chó bụi rậm, thú ăn kiến khổng lồ, báo đốm, mèo rừng, Capybara (loài gặm nhấm lớn nhất thế giới), Agouti, khỉ đêm, khỉ rú, khỉ nhện nâu đầu, heo vòi Baird, và lợn lòi Pecari cùng với các loài cá sấu như cá sấu Caiman, cá sấu Mỹ.
Vườn quốc gia là khu vực sinh sống của hai bộ tộc người Indians bản địa là Chocó và Kuna với nền văn hóa nông nghiệp lâu đời. Khi Christopher Columbus khai phá vùng này vào năm 1502, và thành lập thị trấn Santa Maria la Antigua del Darien vào năm 1510, những người Indians đã phải rời bỏ quê hương. Những gì còn lại là những địa điểm khảo cổ quan trọng trong vườn quốc gia.